# Control automàtic
El control automàtic d'un sistema determinat (un motor, una planta industrial, una funció biològica, com ara els batecs del cor), busca canviar el comportament del sistema a controlar (és a dir, la seva sortida) mitjançant la manipulació de les magnituds d'entrada. L'objectiu bàsic del fet de l'expressió 'controlar' és tenir el domini d'una situació determinada. Quan els dispositius que regulen el control detecten una sortida diferent a l'entrada, es calcula l'error que hi ha en el procés. A partir d'aquest error, els dispositius regulen l'acció a realitzar de manera que es disminueixi l'error fins a arribar a zero. Així per exemple, en el control de creuer d'un vehicle, l'usuari dona un valor de velocitat al qual s'ha de circular. Si el cotxe circula a menys velocitat, el dispositiu de control automàtic detecta la diferència de velocitat marcada amb la que realment té el vehicle, de manera que actua obrint l'accelerador fins a arribar a la velocitat marcada. Aquest és el funcionament bàsic dels controladors automàtics.